# Francesc Cabré Cogul
Francesc Cabré Cogul   (la Selva del Camp, 1895 - la Selva del Camp, 1977) va ser un empresari català.

## Biografia
Era fill de Francesc Cabré Domingo i d'Empar Cogul, tots dos de la Selva del Camp, que tenien al seu poble unes màquines per fabricar mitges de cotó. L'any 1902 Cabré Domingo va fer societat amb Salvador Bonet Marsillach, empresari i polític reusenc, i van fundar l'empresa  «Bonet i Cabré» es va dissoldre el 1910. Mort el seu marit l'any 1921, Empar Cogul va seguir amb l'empresa tèxtil, que va arribar a tenir 50 treballadors. Francesc Cabré Cogul es va incorporar a la societat el 1920, però la direcció de l'empresa va seguir en mans de la seva mare. L'any 1919 havia comprat uns terrenys a la Selva del Camp on va instal·lar la nova fàbrica, i on hi va fer construir l'habitatge familiar. Fins al 1941 Empar Cogul va ser la directora de la nova fàbrica, que a principis de la postguerra contava amb 250 treballadors.
L'any 1941 Francesc Cabré Cogul es va fer càrrec de l'empresa tèxtil, i el 1957 va comprar totes les accions i les patents a la família Recasens de «La Industrial Algodonera (LIASA)», una companyia reusenca fundada per Evarist Fàbregas i Eduard Recasens l'any 1918, i que havia perdut vendes a la postguerra. La família dels Cabré es va consolidar adquirint altres fàbriques reusenques i també barcelonines, incorporant al seu catàleg els productes propis de les empreses absorbides. Va ser gerent i un dels principals accionistes dels Laboratoris Ordesa S.A., que havia fundat, amb sis metges tarragonins, l'any 1943. Laboratorios Ordesa subministrava productes farmacèutics, i es va especialitzar sobretot en la fabricació de farinetes amb llet per a nens, que venia a l'engròs a l'Auxilio Social, una entitat oficial creada pel franquisme per resoldre les necessitats més bàsiques de la població. Francesc Cabré Masdeu, el seu fill, va fer-se càrrec de l'empresa «Francesc Cabré Cogul» i de «La Industrial Algodonera».